# Vlag van Chin

Vlag van Chin

De vlag van Chin heeft drie horizontale strepen van blauw, rood en groen met een neushoornvogel op een tak in een witte cirkel, omringd door 9 witte sterren. Er zijn varianten met twee neushoornvogels en zes sterren.
De Zomi-vlag die de Zo (of Kuki) representeert, bestaat uit een rood veld, met een groen kruis met een gele rand. De kleuren hebben elk hun eigen betekenis. De kleur rood voor opoffering, geel voor overwinning en groen voor voorspoed. De Zo (of Kuki) is een bevolkingsgroep in Chin. Het is tevens de vlag van Zomi Re-unification Organisation.

Vlag varianten
Vlag van Zomi Re-unification Organisation